# OpenERP
Az OpenERP (korábbi nevén Tiny ERP) egy nyílt forráskódú vállalatirányítási rendszer. Joggal nevezhető az egyik legteljesebb és modulokban leggazdagabb ERP rendszernek. Egyben a legnépszerűbb nyílt forráskódú ERP rendszer. Felhasználását a GNU General Public License szabályozza. Windows és Linux operációs rendszerek alatt is fut.
A rendszer modulokból épül fel, amelyek megfeleltethetőek a vállalat egyes funkcionális területeinek, például: logisztika, termelésirányítás, értékesítés, számvitel, controlling, eszközgazdálkodás, HR. Az OpenERP moduláris felépítésével, valamennyi iparágazatnak (kereskedelem, gyártás, szolgáltatás) kínál alternatív megoldást. A moduláris működésnek köszönhetően a rendszer könnyen testre szabható.
Az OpenERP rendszert belga fejlesztők hozták létre. Rendkívül népszerű Nyugat-Európában, különösen a Benelux államokban és francia nyelvterületen.
Az OpenERP erős MVC architektúrára épül, rugalmas munkafolyamatokkal, dinamikus GUI-val, XML-RPC kezelőfelülettel, testre szabható jelentéskészítő rendszerrel és OpenOffice integrációval rendelkezik. Jelenleg OpenERP 7.0 verziója fejlesztés alatt van.